# آنابرژیت
آنابرژیت (به انگلیسی: Annabergite) (به فرانسوی: Cabrérite)  با فرمول شیمیایی Ni3[AsO4]2.8H2O از مجموعه کانی هاست و  از نام محل Annaberg در آلمان شرقی گرفته شده‌است  دراسیدها محلول است. NiO:۳۷٫۴۶٪  As2O۵:۳۸٫۴۴٪  H2O:۲۴٫۱٪  Mg:۶٪  انکلوزیون‌های فراوانCa,Zn,Fe برای اولین بار در یونان کشف شد و از نظر شکل بلور: منشوری - آسیکولار، رنگ: سبز - سفید متمایل به سبز -سبز سیبی، شفافیت: نیمه شفاف - کدر(اپاک)، جلا: الماسی - صدفی - مات، رخ: کامل - مطابق با، سیستم تبلور: مونوکلینیک و در رده‌بندی آرسنیات است  و منشأ تشکیل آن ثانوی است.
همایند کانی‌شناسی (پارانژ) آن آنتلریت- اریتریت- ژرسدرفیت- کلوآنتیت و غیره است
، از نظر ژیزمان  آگرگاتهای خاکی و پودری - پوسته‌ای یا قشری تقریباْ کمیاب ; آلمان، یونان، اسپانیا، کانادا، فرانسه، آمریکا، شیلی، مکزیک یافت می‌شود.

## منبع
- پردیس کشاورزی ایران